# Nytt läge
Nytt läge är ett svenskt TV-program på TV3 som handlar om husköpande, renoveringar och besiktningar. I varje program får tittarna dels följa en familj som har behov av renovering av något slag, dels en familj som letar ny bostad och får hjälp av en mäklare med just detta.

## Medverkande

### Mäklare
- Annica Oppenheim Stenman
- Anders Wallén

### Inredningsarkitekter
- Karin Myrberg
- Tom Bertling

### Bygglagsledare
- Jonny Ljungman
- Johan Grimsgård (Stockholm Hementreprenad AB)